# پیوس ندیفی
پیوس ندیفی (انگلیسی: Pius Ndiefi؛ زادهٔ ۵ ژوئیهٔ ۱۹۷۵) یک بازیکن فوتبال اهل کامرون است.
وی همچنین در تیم ملی فوتبال کامرون بازی کرده‌است.